# 胡石根
胡石根（1954年11月14日—），生于中国江西南昌，中國持不同政見者、民主活动家、独立中文笔会成员、中国家庭教会长老。1983年畢業于北京大學中文系（与胡春华是同班同学），之后曾擔任北京語言學院（今北京語言大學）的講師。1991年，胡石根与王国齐組建了中國自由民主黨，還組建了外圍組織「中华进步同盟」和「中国自由工会筹备委员会」，但都被中国政府视为非法组织。

## 生平

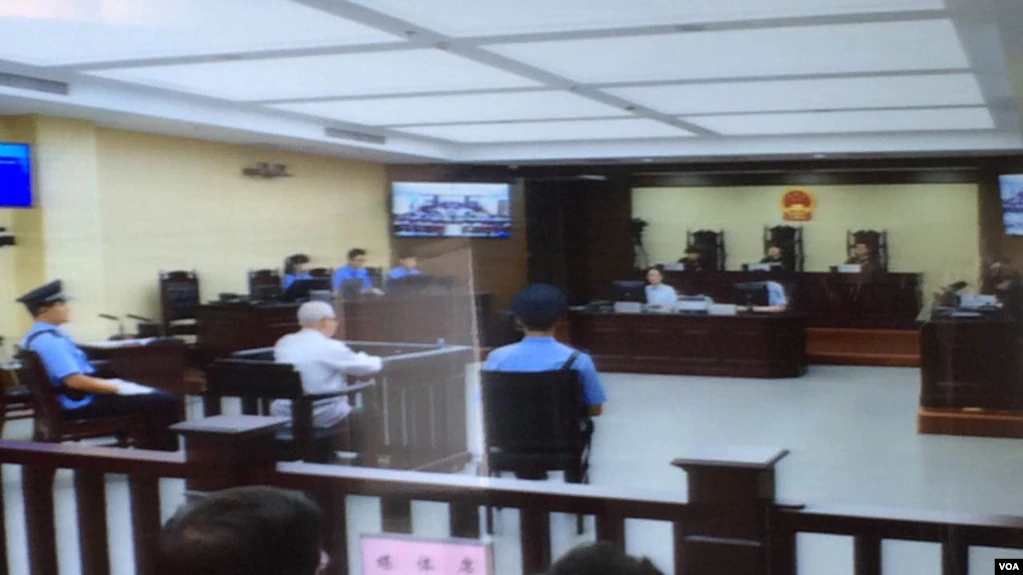
2019年，胡石根在法庭被告席上，他被控涉嫌“颠覆国家政权罪”

1992年，胡打算在6月到北京、上海、武漢等城市派發傳單以抗議六四事件的鎮壓和紀念六四死難者。結果胡在1992年5月27日因被人舉報計劃在北京天安門廣場用航模飛機撒傳單而被捕。
1994年12月，北京市中级人民法院以「组织和领导反革命集团罪」和「反革命宣传煽动罪」等罪名，判处胡石根有期徒刑20年，剥夺政治权利5年。服刑期間，曾經有傳胡石根病危。胡于2005年和2008年兩次獲得減刑，最終在2008年8月26日，服刑16年之后獲得釋放。
2012年3月3日是全国“两会”开幕日，北京异议人士胡石根等受到中国政府全面的监控。 
2014年5月因参加“六四研讨会”被公安传唤和刑拘，其他被捕人士包括人权律师浦志强﹑学者徐友渔、80后作家刘荻以及北京电影学院教授郝建。同年6月5日获得释放。
2015年再次被捕，2016年7月15日天津市人民检察院第二分院对周世锋、翟岩民、胡石根、勾洪国4人以涉嫌颠覆国家政权罪向天津市第二中级人民法院提起公诉。据官方媒体新华社报道，2016年8月3日上午，天津市第二中级人民法院判决胡石根触犯颠覆国家政权罪，判有期徒刑7年6个月，并剥夺政治权利5年。他当庭表示认罪悔罪，放弃上诉。
2016年8月21日起至8月31日，有近千人为胡石根捐款，累计金额21万元，资金主要用于胡石根狱中营养补给、监狱生活、出狱后的养老、江西家人探监费用以及他认可指定的其他公益事项。
2016年11月15日，胡石根获得独立中文笔会颁发的第七届刘晓波写作勇气奖暨第十一届狱中作家奖。
2023年3月26日，胡石根獲釋，前往江西南昌祭祖，當局此次意外地沒有派民警後續跟監。回家還發生一小段插曲，因為每個親友看到他，都擔心地問「為何晚3天」，結果胡石根說已經跟獄方確定沒有晚放，本來就是26日安排出獄工作，眾人才曉得原來是算錯了。

## 外部連結
- 中国自由民主党历史简介，倪育贤，胡石根 （页面存档备份，存于）
- 胡石根的挚友丁朗父：判重刑改变不了为坚持理念义无反顾矢志不渝的胡石根 （页面存档备份，存于）